# Dánsko na Letních olympijských hrách 1968
Dánsko se účastnilo Letní olympiády 1968 v Mexiku. Zastupovalo ho 64 sportovců (60 mužů a 4 ženy) v 11 sportech.

## Medailisté
| Medaile | Jméno                                                  | Sport      | Soutěž                           |
| ------- | ------------------------------------------------------ | ---------- | -------------------------------- |
| Zlato   | Gunnar Asmussen Per Jørgensen Reno Olsen Mogens Jensen | Cyklistika | Družstvo mužů stíhací závod      |
| Stříbro | Niels Fredborg                                         | Cyklistika | Muži 1 000 m s pevným startem    |
| Stříbro | Mogens Jensen                                          | Cyklistika | Muži stíhací závod (jednotlivci) |
| Stříbro | Leif Mortensen                                         | Cyklistika | Muži silniční závod jednotlivců  |
| Stříbro | Aage Birch Poul Richard Høj Jensen Niels Markussen     | Jachting   | Muži Dragon class                |
| Bronz   | Erik Hansen                                            | Kanoistika | Muži K1 1 000 m                  |
| Bronz   | Peter Christiansen Ivan Larsen                         | Veslování  | Muži dvojka bez kormidelníka     |
| Bronz   | Harry Jørgensen Jørn Krab Preben Krab                  | Veslování  | Muži dvojka s kormidelníkem      |